# 哈伯頓 (阿肯色州)
哈伯頓（英語：Habberton）是位於美國阿肯色州華盛頓縣的一個非建制地區。該地的面積和人口皆未知。

## 地理
哈伯頓的座標為36°06′54″N 94°03′06″W / 36.11500°N 94.05167°W，而該地的平均海拔高度為391米（即1283英尺）。